# Metoděj Jan Zavoral
Metoděj Jan Zavoral OPraem, menționat, de asemenea, ca Metoděj Zavoral, Methoděj Zavoral, Method Zavoral, Metodiu Zavoral sau Metodie Zavoral, (n. 28 august 1862, Neveklov⁠(d), Boemia Centrală, Cehia – d. 26 iunie 1942, Praga, Protectoratul Boemiei și Moraviei) a fost un preot romano-catolic și om politic ceh, care a îndeplinit funcția de abate al mănăstirii premonstratensiene Strahov din Praga (1906–1942) și a devenit una dintre cele mai importante personalități catolice cehe din prima jumătate a secolului al XX-lea.
Abatele Zavoral a desfășurat o activitate susținută în domeniul carității: a înființat și a condus instituțiile pentru nevăzători din cartierul Hradčany și de pe insula Kampa (ambele din Praga) și a înființat un spital mănăstiresc în timpul Primului Război Mondial, unde au fost primiți în mod preferențial, la intervenția profesorului Jan Urban Jarník, soldați români răniți din Transilvania. După proclamarea independenței Cehoslovaciei, a fost deputat al Partidului Popular Cehoslovac⁠(d) în Adunarea Națională Revoluționară⁠(d) (1918–1920) și apoi senator în Adunarea Națională a Cehoslovaciei⁠(d) (1920–1924).
S-a implicat activ în perioada interbelică în dezvoltarea relațiilor culturale cehoslovaco-române și a fost unul din fondatorii și primul președinte al Institutului Cehoslovaco-Român din Praga, fiind ales membru de onoare din străinătate al Academiei Române și distins cu decorații și numeroase onoruri românești.

## Biografie

### Stareț al Mănăstirii Strahov

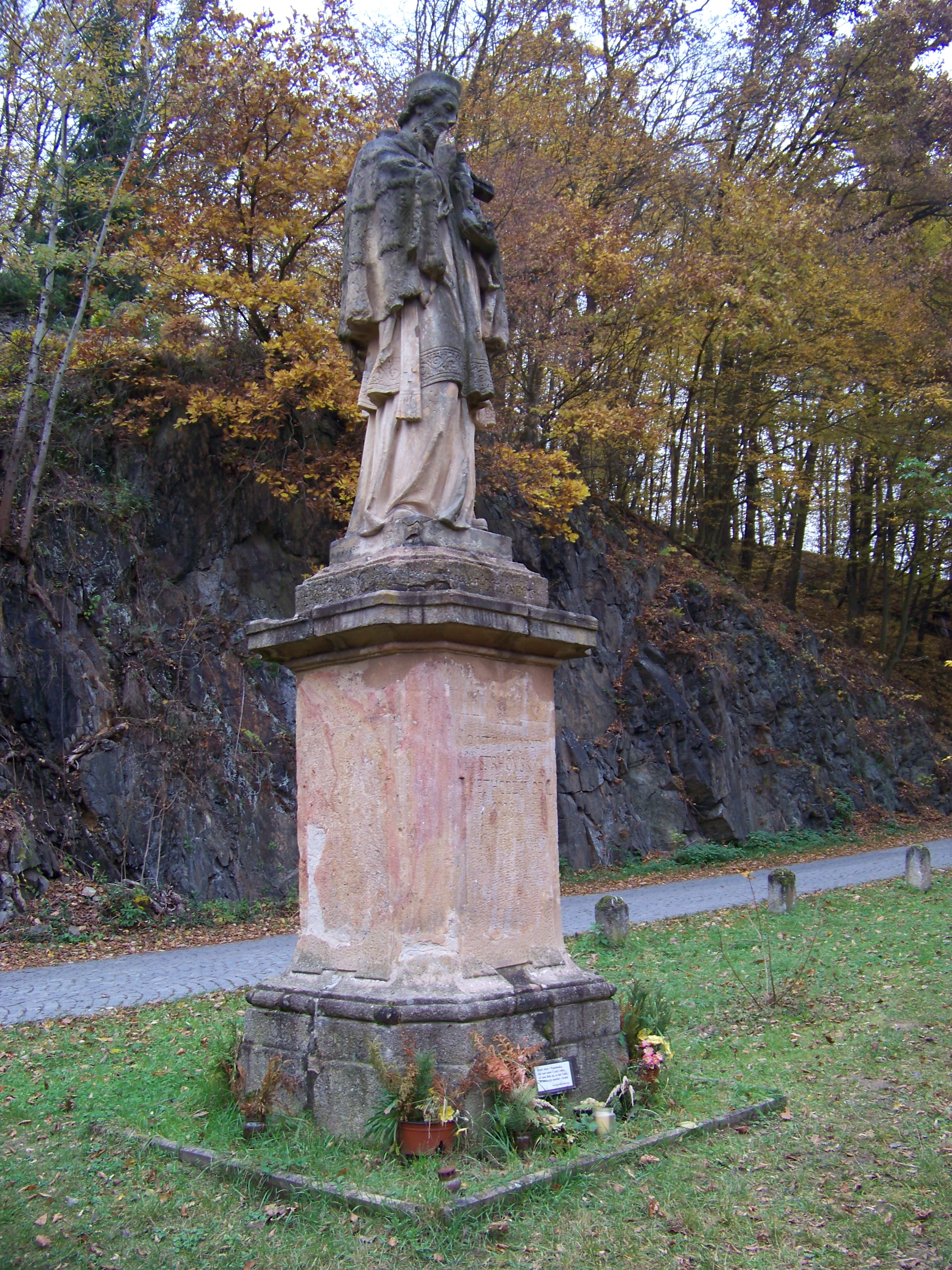
În anul 1908, la inițiativa abatelui Metoděj Zavoral, a fost construită o replică a statuii Sf. Ioan Nepomuk, ce fusese amplasată în 1722 deasupra zonei de început a torentului Svatojánské.

S-a născut la 28 august 1862 în orășelul Neveklov (care făcea parte atunci din Austro-Ungaria, iar astăzi se află în districtul Benešov din regiunea Boemia Centrală a Cehiei), în familia dulgherului sărac Jan Zavoral și al soției sale, Anna Pantak. Tatăl său sărăcise în urma crahului financiar al Bursei de Valori din Viena din mai 1873 și nu și-a putut trimite fiul la o școală înaltă. Unul din primele momente când micul Jan a conștientizat că erau săraci a fost atunci când tatăl său a murit, iar medicul a venit abia după 4-5 ore pentru a constata decesul și nici măcar nu a mai intrat în cameră, ci a completat din pragul ușii actul de deces. „Eu stăteam lângă pat. N'am să uit căutătura medicului niciodată! Și nici starea mea sufletească! — Simțeam că sunt sărac.”, a mărturisit el ulterior.
Micul Jan a început astfel studiile secundare la Gimnaziul Piarist din Benešov și le-a încheiat în anul 1880 la Gimnaziul Academic din Praga. Caracterul său mândru l-a făcut să-și ascundă sărăcia și a mâncat adesea doar o coajă de pâine la prânz, spunând colegilor săi că mănâncă la „mensa academica”. S-a dovedit a fi un elev eminent și a putut să-și încheie studiile cu ajutorul unei burse oferite de un protector. În 1880, anul absolvirii studiilor secundare, s-a alăturat Ordinului Premonstratens și a intrat ca novice în Mănăstirea Strahov din Praga. A urmat apoi studii la Facultatea de Teologie a Universității Caroline din Praga, a depus profesiunea solemnă de credință în 1884 și a fost sfințit preot romano-catolic în 1885.
A activat în anii următori pe post de capelan în târgul Sepekov (1885–1888) și apoi capelan în orașul Jihlava (1888–1905), unde a lucrat simultan ca profesor de religie și limba și literatura cehă la Școala Reală Superioară Germană. A acumulat în acești ani o cultură generală bogată și a învățat să vorbească mai multe limbi străine: germană, engleză, latină, franceză și spaniolă, devenind un admirator pasionat al limbilor romanice. În anul 1905 a fost chemat la Praga și un an mai târziu, la 24 ianuarie 1906, a fost ales abate al mănăstirii premonstratensiene Strahov. Și-a ales ca motto pe blazonul abațial versetul „Charitas omnia vincit!” („Caritatea le învinge pe toate!”). A condus obștea Mănăstirii Strahov în perioada 1906–1942 și a administrat 23 de parohii bogate. Mănăstirea Strahov (care fusese înființată pe la 1140 de episcopul Jindřich Zdík de Olomouc, în timpul domniei regelui Vladislav al II-lea) era în acea vreme un focar principal de cultură al Boemiei și avea cea mai mare bibliotecă, după cea a Universității Caroline, cu peste 100.000 de volume, 2.000 de manuscrise și 1.200 de incunabule, o galerie cu peste 1.100 de tablouri și colecții mari de arme, minerale, instrumente științifice, odăjdii și vase sfinte.
Sărăcia îndurată în anii copilăriei l-a apropiat de cei necăjiți, cărora a încercat să le aline suferințele în măsura posibilităților sale, și a căutat, prin predicile sale, să sădească responsabilitatea socială în sufletele enoriașilor săi. Abatele Zavoral a desfășurat, astfel, pentru aproape întreaga viață o activitate susținută în domeniul carității: a vizitat ani de zile spitalele, închisorile și casele săracilor, și, în paralel, a înființat și condus zeci de ani instituțiile pentru nevăzători din cartierul Hradčany și de pe insula Kampa (ambele din Praga), fiind supranumit „părintele orbilor” (în cehă otec slepých). După începerea Primului Război Mondial, a fost ales președintele unei societăți pentru ajutorarea văduvelor de război din Boemia și, mai târziu, a fost ales pentru a conduce secția cehă a Crucii Roșii. Rangul său ecleziastic îl obliga să participe la diverse adunări și ședințe cu membri ai aristocrației austriece, dar a mărturisit de multe ori că se simțea cel mai bine în mijlocul săracilor și bolnavilor, căci aceștia aveau suflete curate și spuneau ceea ce gândeau.

### Primul Război Mondial

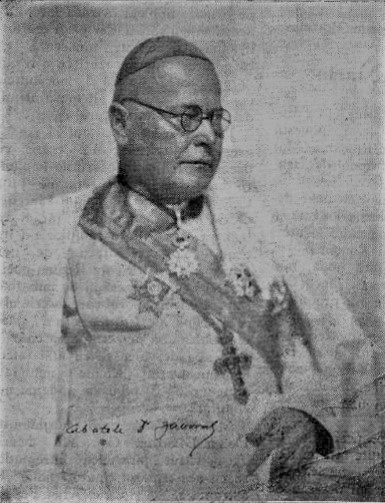
Abatele Metoděj Zavoral.

În timpul Primului Război Mondial (1914–1918) a înființat un spital mănăstiresc cu peste 100 de paturi în sălile spațioase ale vechiului restaurant (sau, după alte surse, în sala de teatru sau sala de festivități), unde au fost primiți în mod preferențial, la intervenția profesorului Jan Urban Jarník, soldați români răniți, care erau originari din Transilvania, Banat și Bucovina și fuseseră înrolați forțat în Armata Austro-Ungară. Jarník a căutat răniți români internați la diferite spitale militare din Boemia și i-a adus la spitalul mănăstiresc, patronat de prietenul său, abatele Zavoral, unde le-a citit în traducere poveștile populare ale Boženei Němcová și le-a alinat suferințele, vorbindu-le pe limba lor. Profesorul a adus acolo eleve cehe pentru a-i îngriji pe răniți, iar una dintre acestea, Jindřiška (Jindra) Flajšhansová, a fost impresionată de doinele fredonate de răniții aflați departe de țară și a urmat mai târziu studii de limba română, punând bazele Lectoratului de limba română de la Universitatea Comenius din Bratislava. Tot el a scris un scurt ghid de conversație româno-ceh pentru uzul medicilor și surorilor de caritate, care îngrijeau militari români răniți.
Abatele Zavoral i-a tratat inițial pe primii răniți români ca pe toți ceilalți răniți și, necunoscând limba lor, nu a putut să converseze cu ei, însă a înțeles din privirea lor că se simțeau singuri și că erau apăsați de gânduri grele. Privirea recunoscătoare, pe care a simțit-o în ochii lor, ori de câte ori venea la patul lor și încerca să le aline suferințele, l-au impresionat profund. În scurt timp, el a fost contaminat de dragostea față de români a profesorului Jarník și a învățat limba română ca să se înțeleagă mai bine cu soldații transilvăneni, cărora le oferea servicii religioase și încerca să le aline suferințele. A început să învețe limba română la sfârșitul lui noiembrie 1914 și a ajuns să-i aloce zilnic câteva ore, după cum mărturisea mai târziu: „Mi s-a făcut milă de români că n-au cu cine să vorbească, am început abecedarul român numai așa de șagă, curând însă această limbă m-a încătușat într-atât încât m-am apucat de un studiu serios și începând cu sfârșitul lunii noiembrie 1914 i-am consacrat până azi acestui studiu câteva ceasuri pe zi.”. Potrivit propriilor mărturisiri, a studiat zilnic limba română până noaptea târziu.
După câteva luni, eforturile abatelui de învățare a limbii române au fost încununate de succes, iar Zavoral i-a comunicat la 22 aprilie 1915 profesorului Jarník că a citit răniților români și cehi (acestora din urmă în traducere) articolul „Un prieten al românilor”, care apăruse în Foaia poporului din Sibiu. O lună mai târziu, abatele i-a scris lui Jarník o primă scrisoare în limba română, pe care slavistul Traian Ionescu-Nișcov o considera „remarcabilă din punct de vedere stilistic”. Cele câteva scrisori adresate de Zavoral lui Jarník constituie, după opinia lui Ionescu-Nișcov, „o dovadă indiscutabilă ca abatele Zavoral dispunea de o mare putere de receptivitate față de limbile străine. Numai după cîteva luni de zile, el izbutise să mînuiască, cu multă măiestrie, limba română. Cele cîteva scrisori, de care dispunem, — prin topica și stilul lor curgător, dar mai ales prin formele neaoșe românești, care împrumută expunerii o culoare arhaică, merită să figureze în orice antologie epistolară românească”. Profesorul Jarník s-a bucurat mult când a observat progresele înaltului prelat în învățarea limbii române.
În urma învățării limbii române, Zavoral a fost capabil să converseze cu răniții și s-a apropiat de sufletul lor: „Am cunoscut spre plăcuta mea surprindere, cât de bun și blajin este acest popor, ce mare credință are în Dumnezeu și cât e de legat cu toate gândurile și simțămintele sale de neamul și pământul său strămoșesc. [...] Abia acum am început să înțeleg tot ceea ce s’a petrecut în acel timp îngrozitor, în sufletul fiecărui Român cinstit, conștient și iubitor de neam, din Transilvania, Bucovina și Banat. Cât au suferit acești prieteni români ai mei la gândul că regimentele românești ajută prin sângele și viețile lor la întărirea unui sistem, sub care au suferit. După fiecare succes al Puterilor Centrale, câtă tristeță dureroasă a fost în ochii lor ! Și totuși speranțele nu i-au părăsit niciodată. «Bun e Dumnezeu» — spunea[u] ei chiar și în momentele cele mai grele. Și se încredeau în dreptatea celui de Sus.”. În perioada următoare, prelatul a scris scrisori către rudele celor răniți, a procurat cărți și ziare românești și i-a învățat să citească pe mulți răniți transilvăneni și a organizat șezători literare și muzicale pentru militarii români răniți ca să le aline singurătatea și dorul de țară, precum și petreceri festive cu ocazia sărbătorilor de Crăciun și de Bobotează. Programul acestor festivități a fost prezentat detaliat în ziarele românești din Ardeal. Activitățile desfășurate de profesorul Jarník și de abatele Zavoral au fost elogiate de presa românească din România și Transilvania, care a publicat fotografii, în care cei doi binefăcători cehi apar alături de un grup de ostași romàni în grădina Mănăstirii Strahov. În perioada 1914–1918 au fost îngrijiți în spitalul de la Mănăstirea Strahov câteva mii de răniți români din Transilvania, Banat și Bucovina. Abatele Zavoral a conversat în acei ani cu intelectuali români aflați la Praga ca dr. Horia Petra-Petrescu, prof. dr. Valerian Șesan, dr. George Staca, pr. Laurențiu Curea și mulți alții și a găzduit uneori întâlnirile cercurilor politice ceho-române, formate din patrioți cehi și militarii români cantonați la Praga.
Intrarea României în război în vara anului 1916 a determinat un val de persecuții la adresa etnicilor români: George Staca a fost arestat de autoritățile militare și internat într-un lagăr, iar relațiile militarilor români cu localnicii praghezi au fost interzise. Staca a fost interogat în timpul arestului preventiv, fiind întrebat, printre altele, care era motivul pentru care abatele Zavoral învăța limba română deoarece autoritățile austriece credeau că cercurile ceho-române plănuiau săvârșirea unui atentat. Din cauza acestor legături, abatele Zavoral a fost urmărit de poliția secretă austriacă, iar corespondența sa cu românii a fost cenzurată. În anul 1917 prelatul ceh a fost vizitat la Praga de preotul militar român Iuliu Hossu, care a fost hirotonit în iarna aceluiași an ca episcop greco-catolic de Gherla.
În ultimele zile ale războiului, după proclamarea independenței Cehoslovaciei la 28 octombrie 1918 și publicarea scrisorii deschise a președintelui american Wilson către statul și poporul român, în care promitea recunoașterea cererilor naționale ale poporului român, abatele Zavoral i-a spus unui prieten român că „de-acu începe munca grea, dar mulțumitoare, pentru dvoastră. Poporul românesc a avut să sufere multe! A fost cu credința în Dumnezeu și Dumnezeu i-a ajutat – Vă cunosc bine, din durerile, din bucuriile voastre. Dacă n'ați putut săvârși mai mult pentru înaintarea voastră, n'a fost vina voastră, ci vina împrejurărilor maștere. – De-acu înainte însă este altceva! Acu vine timpul de probă – în care va trebui să arătați că sunteți vrednici de libertatea, pe care ați cumpărat-o atât de scump. Ar fi trist și nu-mi vine să cred că conducătorii poporului românesc nu vor putea suporta și proba aceasta. Ați dat dovadă de tenacitate, atâtea veacuri – au fost atâția idealiști în sânul poporului vostru, cari și-au dat vieața pentru idealul lor! – viitorul este al poporului acestuia bun, blând, cu credință în Dumnezeu.” și a sfătuit poporul român să se organizeze și să-i urmeze pe preoții idealiști, pe care-i considera adevărații conducători ai poporului, susținând că „fără de religiune nu se pun baze solide într'un stat”.

### Activitatea politică
Abatele Zavoral a fost ales în toamna anului 1918 ca reprezentant al Partidului Popular Cehoslovac (Československá strana lidová) în Adunarea Națională Revoluționară⁠(d), fiind deputat în prima legislatură cehoslovacă în perioada 14 noiembrie 1918 – 15 aprilie 1920. A fost membru în această legislatură al Comisiei de Cultură (19 noiembrie 1918 – 28 mai 1919, 30 octombrie 1919 – 15 aprilie 1920), al Comisiei pentru ocrotirea monumentelor artistice și frumuseților naturale (12 decembrie 1918 – 31 ianuarie 1919), al Comisiei de răspuns la mesajul Președintelui Republicii (14 ianuarie – 28 mai 1919) și al Comisiei pentru Praga Mare (24 iunie 1919 – 15 aprilie 1920).
În ședințele Parlamentului, el a apărat interesele Bisericii Catolice și a respins inițiativa de înlăturare a catolicismului din noua republică. De asemenea, a fost unul dintre cei dintâi deputați ai Adunării Naționale Revoluționare care a salutat delegația română formată din deputatul bucovinean dr. Constantin Isopescu-Grecul și colonelul Silviu de Herbay, care a sosit la Praga în 26 noiembrie 1918 cu misiunea specială de a discuta chestiuni economice cu cercurile conducătoare ale Republicii Ceho-Slovace și a fost primită de reprezentanții noului stat cehoslovac (miniștri și deputați). Potrivit corepondentului ziarului arădean Românul, abatelui Zavoral „îi râdea fața de bucurie că poate bineventa pe reprezentanții poporului român în noul stat ceh în limba noastră”.
La alegerile parlamentare din 1920⁠(d) Zavoral a câștigat un mandat de senator în Adunarea Națională, fiind validat în funcție la 26 mai 1920. A fost ales în acea perioadă președinte al clubului senatorilor catolici din Cehoslovacia. În anul 1924 a fost nevoit să renunțe la mandatul de senator în urma presiunilor papei Pius al XI-lea, care a interzis preoților catolici să desfășoare activitatea politică.

### Relațiile cu România

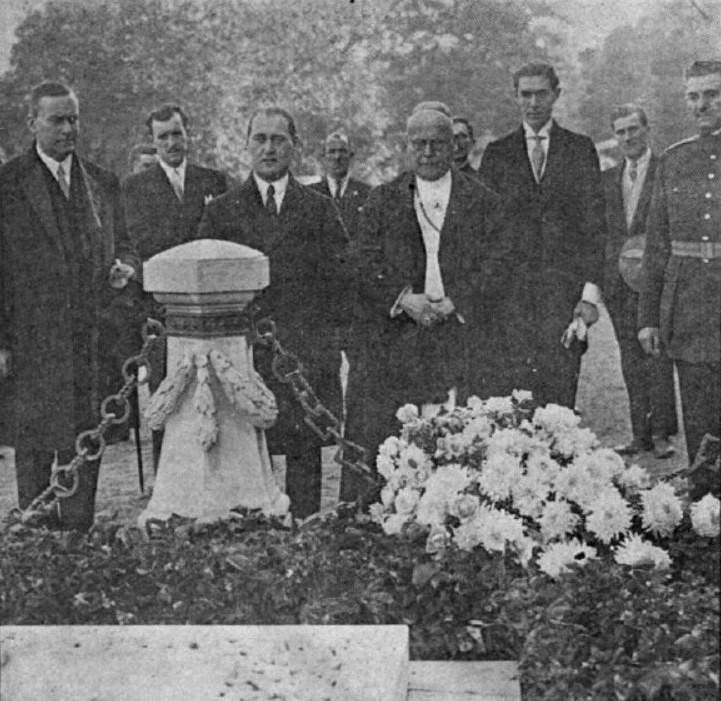
Abatele Zavoral depune o jerbă de flori pe Mormântul Eroului Necunoscut (octombrie 1930).

Interesul abatelui Zavoral pentru România a crescut în timpul Primului Război Mondial și s-a transformat în perioada interbelică într-o implicare activă în dezvoltarea relațiilor culturale cehoslovaco-române. Abatele ceh a făcut parte, alături de Hertvík Jarník, George Staca, Vladimír Buben și Jindra Hušková, din cercul prietenilor limbii și culturii române, format în jurul profesorului Jan Urban Jarník. Meritele abatelui Zavoral au fost recunoscute prin alegerea sa în anul 1919 ca membru de onoare din străinătate al Academiei Române, la propunerea profesorului Andrei Bârseanu.
Abatele Zavoral a devenit, alături de profesorul Jan Urban Jarník și de alți românofili din Praga, unul dintre fondatorii Societății Ceho-Române, înființate la Praga la 23 decembrie 1920, imediat după încheierea Primului Război Mondial, cu scopul stabilirii unor relații culturale și economice mai strânse între poporul cehoslovac și poporul român și informării reciproce a celor două popoare asupra vieții culturale a celuilalt popor. Inițiativa înființării acestei societăți datează, potrivit cercetătorului Traian Ionescu-Nișcov, de la sfârșitul lunii iunie 1919, imediat după revenirea din România a lui Jarník. Nișcov susține că Societatea a funcționat inițial sub conducerea unui comitet provizoriu prezidat de Jarník până la 23 decembrie 1919, când a avut loc o adunare generală, care a pus bazele organizatorice ale organizației și a ales un comitet nou, format din Jan Urban Jarník (președinte), Titus Onciul (vicepreședinte), omul de afaceri Václav Němec, abatele Metodiu Zavoral, maiorul Vecchi, prof.dr. Karel Kadlec, prof.dr. George Staca și ing. Jan Weidenhoffer (membri). Primele demersuri efective au avut loc în ultima lună a anului 1919, după cum menționează însuși Jarník în corespondența sa.
Cu toate acestea, pr.prof.dr. Valerian Șesan menționa în presa epocii că Societatea era încă în proces de înființare în aprilie 1920 și că o adunare generală, care avusese loc în 2 martie 1920, a ales un comitet provizoriu condus de profesorul Jarník ca președinte și alcătuit din abatele Metodiu Zavoral, profesorii Karel Kadlec și George Staca și omul de afaceri Václav Němec (președintele Camerei de Comerț din Praga). După moartea lui Jan Urban Jarník la 12 ianuarie 1923, abatele Zavoral a preluat conducerea Societății Ceho-Române și a depus eforturi pentru dezvoltarea relațiilor cehoslovaco-române, invitând la Praga numeroase personalități române ca prof. Nicolae Iorga, prof. Gheorghe Marinescu, Alexandru Tzigara-Samurcaș, principesa Alexandrina Cantacuzino, Constantin C. Nottara, Stan Golestan etc. Societatea a lansat în martie 1923 un apel către publicul cehoslovac, care a fost semnat de numeroase personalități cehoslovace (printre care și abatele Zavoral) și a fost publicat în ziarele din Praga, în care a solicitat înscrierea cât mai multor membri care să contribuie la apropierea celor două popoare și la întărirea raporturilor culturale, economice și politice intre cele două state.
În această perioadă, Metodiu Zavoral a publicat un volum de povești cehe traduse în limba română și a devenit membru onorific al Asociației Transilvane pentru Literatura Română și Cultura Poporului Român (ASTRA) în anul 1922, dar s-a retras apoi pentru un timp, încât un jurnalist al ziarului Adevěrul Literar și Artistic consemna în toamna anului 1924 că „abatele Zavoral, care a muncit atât de mult pentru apropierea culturală între noi și cehi, este azi foarte retras și abia dă semne de viață”. Cu toate acestea, urmând îndemnul diplomatului Nicolae Filodor, ministrul României la Praga, Metodiu Zavoral s-a implicat activ în transformarea vechii societății ceho-române într-un institut cultural cehoslovaco-român cu sediul la Praga, fiind ales în funcția de președinte la adunarea constitutivă a acestei organizații din 8 noiembrie 1927, apoi reales la adunarea generală din 23 februarie 1937. Institutul Cehoslovaco-Român, care a fost sprijinit de guvernele celor două țări și a deschis două filiale la Brno și Bratislava, își propunea să promoveze schimburile culturale între Cehoslovacia și România și a constituit o bibliotecă proprie cu un fond de carte bogat – format prin donația a diferite instituții românești (printre care Academia Română și Casa Școalelor) și a istoricului Nicolae Iorga (care l-a omagiat pe înaltul prelat pentru filoromânismul său) – și o sală de lectură ce punea la dispoziția celor interesați ziare și reviste literare românești.
Organizația cehoslovacă a organizat periodic cursuri de limba română, conferințe despre România, poporul român, cultura și arta românească, concerte de muzică, expoziții de artă populară și modernă și excursii în România, a tipărit diverse publicații, a înlesnit acordarea de burse pentru studenții cehoslovaci și a sprijinit cu cărți și materiale informative despre Cehoslovacia seminariile de slavistică de la universitățile din Cluj, Iași și Cernăuți, precum și Fundația Universitară din București. În calitate de președinte al Institutului Cehoslovaco-Român din Praga, abatele Zavoral a avut un rol major în promovarea limbii, istoriei și culturii române în Cehoslovacia. Ca urmare a relațiilor prietenești manifestate la adresa poporului român, abatele Zavoral a fost vizitat de numeroase delegații românești venite la Praga pentru diferite activități, iar vizita la Mănăstirea Strahov pentru a-l vedea și a vorbi cu înaltul prelat era trecută ca un punct principal în program. Profesorul George Staca, care a predat limba română în perioada interbelică la Universitatea Carolină din Praga și a format un număr mare de cunoscători ai limbii române, scria în anul 1928 că numele filologului Jan Urban Jarník și al prelatului Metodiu Zavoral „au devenit pe drept foarte populare în România și se vor înscrie cu litere nemuritoare pe cea dintâi pagină a istoriei relațiunilor și prieteniei dintre cele două țări”, iar acad. Ion Nistor afirma într-un discurs ținut la 28 aprilie 1928 că „numele abatelui Zavoral va rămânea pururea încrestat în însăși conștiința națională românească, fiindcă dânsul, în vremuri de grea cumpănă, a găsit pentru noi cuvinte de încurajare și mângâiere”.
Zavoral a călătorit de mai multe ori în România în perioada interbelică, fiind invitat de diferite oficialități și întâmpinat cu manifestări grandioase de prietenie. La invitația guvernului României, el a vizitat România în primăvara anului 1928 și a străbătut timp de aproape o lună o mare parte din țară, trecând pe la Orșova, București, Brăila, Delta Dunării, Iași, Suceava și Cernăuți, mănăstirile din Bucovina, Sinaia, Brașov, Bran, Câmpulung, Pitești, Curtea de Argeș, Râmnicu Vâlcea, mănăstirile din Oltenia, Sibiu, Rășinari, Săliște, Blaj și Cluj și fiind însoțit în această călătorie de diplomatul, scriitorul de limbă germană și criticul de artă Oscar Walter Cisek, consilier tehnic la Ministerul de Externe. Cu acest prilej, înaltul preluat a cunoscut-o pe principesa mamă Elena, a avut parte de o primire oficială din partea guvernului român la Fundația Carol în ziua de 28 aprilie (fiind întâmpinat cu un discurs vibrant de acad. Ion Nistor, ministrul lucrărilor publice) și a asistat la o ședință solemnă organizată în onoarea lui de către Academia Română, sub președinția prof. dr. Gheorghe Marinescu. Întors în Cehoslovacia, abatele Zavoral a publicat un articol lung în care a descris impresiile sale de călătorie în România și a evidențiat simpatia cu care a fost întâmpinat pe parcursul periplului său: „Îmi lipsesc cuvintele ca să exprim sentimentele de recunoștință ce le păstrez atât guvernului român, cât și păturilor largi ale națiunii fără deosebire. În timpul călătoriei mele am cules atâtea dovezi de simpatie în forme atât de variate, încât am avut impresia că aceasta fu un vis nespus de frumos.”. O altă vizită în România a avut loc în octombrie 1930, atunci când a venit pentru a-și lua diploma de „doctor honoris causa” al Universității din Cluj, cu ocazia serbărilor ocazionate de aniversarea a 10 ani de existență a acestei instituții românești. Cu ocazia unei călătorii în România, abatele Zavoral a declarat la un moment dat: „Nu știu dacă voi vă prețuiți limba care e atât de frumoasă. Eu unul, care cunosc bine franceza și italiana, găsesc că limba voastră e mai presus decât acestea. De aceea, mi-a căzut cu tronc la inimă.”.
Cu prilejul aniversării vârstei de 70 de ani, presa românească a publicat articole omagiale în care a elogiat personalitatea abatelui Zavoral. Astfel profesorul universitar Dragoș Protopopescu i-a dedicat un articol în care l-a omagiat cu următoarele cuvinte:
| “ | Dăinue în pieptul cehoslovac un suflet pururi husit. [...] Din aurul acestui missionarism husit — care face un pandant european unic misionarismului puritan anglo-american de substanță calvină, și retușează așa de practic luteranismul — ce lasă statul pe seama Prinților, ca nevrednic de slujitorii lui Dumnezeu — a ieșit figura bonomă dar dârză, de burgheză jovialitate, dar seninătate papală, a marelui nostru prieten, abatele Zavoral. În țara ce are cele mai bune legații din lume, și, unde, de la Massaryk și Beneș, la cel din urmă atașat de presă, fiecare e un mare propagandist, nu e de mirat că prelatul de la Strachov e un plenipotențiar al sufletului. Și că e, poate, filoromânul cel mai aprig. [...] Dacă adăugăm că superiorul mănăstirei Premontrezilor din Strachow, abatele ai cărui 70 de ani împliniți azi, sunt salutați de întreaga românime, a învățat limba noastră dela prizonierii de război români din spitalul înființat de dânsul, și că de atunci nu e cuvânt mai scump sieși decât să te întrebe: ce mai face patria mea, România?, înțelegem de ce atât valoarea cărturărească a celui ce are la dânsul una din cele mai rare biblioteci din Europa, cât și cea politică a președintelui clubului senatorilor populari, cât și acela de doctor «honoris causa» al Universității din Cluj, membru de onoare al Academiei Române, al Micei Antante a Presei și Sindicatului ziariștilor, sunt tot atâtea centre de activitate ale sale pentru îmbrăcarea cu simpatie în ochii străinătății a unei țări lipsite de amici. Iată de ce în marele predicator și iscusitul savant, președinte al institutului cehoslovaco-român din Praga, noi nu salutăm numai apropierea scumpă dintre noi și frumoasa republică, ci pe unul din puținii misionari ai unei Românii mai bune aiurea... Și sărbătorind pe bătrân, strângem la piept inima tânără și activă, inima purtătoare de bătăi puternice, a neamului său. | ” |

### Ultimii ani

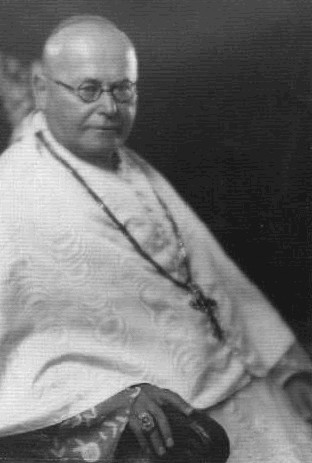
Abatele Metoděj Zavoral.

Abatele Zavoral a suferit o operație la ochi la sfârșitul anilor 1920, iar medicii i-au recomandat odihnă și liniște sufletească. Cu toate acestea, el a încălcat prescripțiile medicilor și și-a continuat activitățile, călătorind adesea unde era invitat pentru a-i îndemna pe cei cărora le vorbea să persevereze pe calea cea dreaptă.
În 1938 a organizat înmormântarea în cimitirul Vyšehrad a scriitorului Karel Čapek, al cărui prieten personal era, după ce instituțiile bisericești au refuzat să-l înmormânteze ca urmare a faptului că Čapek, care era catolic nepracticant, fusese asociat de intelectualitatea catolică de dreapta cu pragmatismul și relativismul. După ocuparea Cehoslovaciei de către Germania Nazistă, Zavoral s-a manifestat ca un adversar al nazismului și a fost persecutat de Gestapo, fiind arestat.
În urma ocupării Cehoslovaciei de către Germania Nazistă și a constituirii unui protectorat german al Boemiei și Moraviei și a unui stat slovac independent în anul 1939, Institutul Cehoslovaco-Român din Praga a fost reorganizat în Institutul Român din Praga, condus în continuare de abatele Zavoral. Vârsta înaintată și bolile de care suferea, ca și persecuțiile la care era supus de autoritățile germane, l-au determinat pe Zavoral să demisioneze din funcția de președinte al Institutului, iar o adunare generală, ținută la 5 iunie 1941, l-a ales ca președinte pe profesorul George Staca, consulul general onorific al României la Praga. Abatele Zavoral a decedat la 26 iunie 1942 la Praga.
În necrologul scris cu ocazia decesului abatelui, în plin război, poetul, prozatorul și dramaturgul român Horia Petra-Petrescu (1884–1962), secretarul literar al Astrei, care-l cunoscuse și îi fusese corespondent, scria: „Potrivnic al nietzcheanismului, recunoștea in spiritul acela combativ, de acrobație primejdioasă, o lipsă de disciplină și îl revolta — pe drept cuvânt — cinismul, apoteozare a forței brutale. O însănătoșire a omenirii nu o putea întrevedea, dacă «supra-omul» își va avea rolul principal, deoarece numai răspândirea carității contribue ca asperitățile sociale să diminueze. [...] Abatele făcea parte din falanga acelor prelați care este pătrunsă de misionarismul lor și care caută să molcomească antitezele printr'o colaborare neîntreruptă.”. Jurnalistul Ioan C. Leontescu consemna într-un alt necrolog, publicat în ziarul Curentul, că „nimeni nu a știut să strângă în jurul său, ca el, atâtea suflete alese, să le dea darul blândeței și să le menajeze cu o religiozitate, pe care numai noblețea sufletului său o putea avea. [...] Iubirea pentru abatele Zavoral era bunătate, nu numai pentru cetățenii săi, ci înțelegând că ea nu cunoaște frontiere și că e un dar al lui Hristos, o distribuia din plin tuturor oamenilor. Ca un înțelept, abatele Zavoral, cu gândul zădărniciei lumești, s'a biruit, fiind oricând gata de jertfă.”.

## Activitatea publicistică
În afara activităților pastorale, caritabile și politice, Metoděj Jan Zavoral a desfășurat și o bogată activitate publicistică. În perioada șederii sale la Jihlava, a colaborat la revista Hlídka literární, condusă de preotul benedictin Pavel Julius Vychodil, a publicat numeroase recenzii critice ale prozei (Julius Zeyer, Jiří Karásek ze Lvovic, Vilém Mrštík) și poeziei contemporane (Jaroslav Vrchlický), precum și traduceri. A fost membru al cercului literar catolic modern format în jurul revistei Nový život, a publicat în almanahul Pod jedním praporem (1895) și a organizat primul Congres al cercului revistei Nový život din Praga (1897).
Domeniul său principal de interes a fost omiletica. Zavoral a coordonat în perioada 1896–1903 colecția Knihovna světových kazatelů („Bibliotecii Predicatorilor Mondiali”), în care a publicat predicile unor teologi importanți, în special francezi și italieni, și a scris și tradus predici pentru revistele Kazatelna (redactată de František Bernard Vaněk) și Kazatel (pe care a redactat-o în perioada 1904–1906). El a publicat cinci volume de predici proprii (printre care Kristus a církev, 1913; Sebrané promluvy duchovní, 1–3, 1915 etc.), iar pentru activitate sa omiletică și pentru eforturile sale inovatoare a fost numit un reformator al predicării cehe sau un „Lacordaire ceh”. Trei predici ale sale, ținute în 1913 în fața unui public format din intelectuali cehi și în care îndeamnă la ajutorarea persoanelor necăjite, au fost publicate în traducere românească (sub titlul „Despre caritatea creștinească”) în anul 1916 în revista Transilvania.
Zavoral a tradus în limba română patru (după altă sursă cinci) basme populare, culese și reproduse de Božena Němcová, care au fost incluse în volumul Zâna apelor. Povestiri cehe și slovace traduse de abatele Metodiu Zavoral, publicat la București în cadrul Bibliotecii „Dimineața”, nr. 20.

## Onoruri
În semn de apreciere a activității sale de promovare a României și culturii românești, abatele Zavoral a fost distins cu numeroase decorații și onoruri românești. A fost decorat cu Ordinul Coroana României în grad de mare cruce, cu Ordinul Steaua României în grad de mare ofițer, cu Ordinul Serviciul Credincios în grad de mare ofițer și cu Legiunea de Onoare în grad de comandor. I s-a oferit, de asemenea, titlurile de doctor honoris causa ale Universității Caroline și Universității din Cluj.
Acordarea titlului de doctor honoris causa de către Universitatea „Regele Ferdinand I” din Cluj a avut loc în anul universitar 1927–1928, acesta fiind primul titlu de doctor honoris causa acordat de universitatea românească din Cluj, ce fusese înființată după Primul Război Mondial. Prin acest titlu onorific s-a urmărit răsplătirea eforturilor depuse de abatele Zavoral în anii războiului și în primul deceniu al perioadei interbelice pentru consolidarea relațiilor cehoslovaco-române. Diploma de doctor honoris causa i-a fost înmânată solemn de către profesorul Gheorghe Bogdan-Duică (fost rector al Universității) în ziua de 20 octombrie 1930, cu ocazia aniversării a 10 ani de existență a universității românești. Cu acest prilej, profesorul Duică a citit un raport în care a evidențiat personalitatea abatelui și dragostea lui față de români.
Abatele Zavoral a fost ales membru de onoare al Asociației „Româno-Cehă” Jarnik–Bârseanu, care fusese constituită în 15 martie 1931 la Sibiu și avea ca scop „cultivarea legăturilor științifice, culturale, artistice, literare, sportive, etc. dintre România și Cehoslovacia, răspândind pe scară întinsă cunoștințele asupra țărilor respective”. O societate studențească denumită „Abatele Zavoral” a fost înființată în România în perioada interbelică cu scopul de a milita pentru strângerea relațiilor cu Cehoslovacia. Activitatea societății se desfășura în principalele centre universitare: București, Iași și Cluj și era susținută de personalități de prim rang ale vieții culturale românești precum acad. Nicolae Iorga (fost prim-ministru), prof. Alexandru Tzigara-Samurcaș (directorul Fundației Universitare Carol I), prof. Ilie Bărbulescu, prof. Coriolan Petranu, acad. Ioan Bianu (directorul Bibliotecii Academiei), Emanoil Bucuța (fondatorul și directorul revistei de epocă Boabe de grâu), diplomatul Eugen Filotti, juristul Gheorghe Alesseanu, compozitorii Ion Nonna Otescu, Constantin Brăiloiu și Constantin C. Nottara și alții. Societatea a oferit ajutoare bănești pentru efectuarea de schimburi de studenți între România și Cehoslovacia și pentru stagii de practică în întreprinderile cehoslovace.
În semn de apreciere a meritelor sale, strada Spitalului din municipiul Ploiești a fost redenumită strada Abatele Zavoral în perioada interbelică, purtând această denumire cel puțin până în anul 1941.

## Scrieri

### Cărți
- Jan Urban Jarník, Method Zavoral, Hertvík Jarník, Jindra Hušková-Flajšhansová, Vorbiri și scrisori către ardeleni (1877–1941), texte selectate de Traian Ionescu-Nișcov, ediție îngrijită de Viorica Nișcov, Editura Saeculum I.O., București, 2005, 272 p.

### Studii și articole
- „Despre caritatea creștinească. Trei predici de Abatele Metodiu Zavoral[nefuncțională – arhivă]
”, în Transilvania, Sibiu, anul XLVII, nr. 1–6, iulie 1916, pp. 9–33.

### Traduceri
- Božena Němcová, Zîna apelor. Povești cehe și slovace traduse de abatele Metodiu Zavoral, f.d., București, Biblioteca „Dimineața”, nr. 20.

## Notă explicativă
1. ↑  Dr. George Staca a trimis în ziua de 20 aprilie 1922 o scrisoare către Asociația Transilvană pentru Literatura Română și Cultura Poporului Român (ASTRA) în care ruga, în numele abatelui Metodej Zavoral, înscrierea înaltului prelat ca membru fondator al Asociației și expedia, în numele acestuia, suma de 300 de coroane cehoslovace. Vezi: Maura Geraldina Giura, Lucian Giura, „Asociațiunea «ASTRA» și ceho-slovacii în context documentar”, în revista Transilvania, Sibiu, nr. 2, 2015, p. 49.